# Vol Gulf Air 771
Le 23 septembre 1983, alors que le Boeing 737-2P6 assurant le vol Gulf Air 771, un vol régulier international reliant Karachi, au Pakistan, à Abou Dabi, aux Émirats arabes unis, était en phase approche vers l'aéroport international d'Abou Dabi, une bombe posée par l'Organisation Abou Nidal, un groupe militant nationaliste palestinien, explosa dans la soute à bagages de l'appareil. L'avion s'est écrasé dans le désert près de Jebel Ali, entre Abou Dabi et Dubaï, aux Émirats arabes unis. Il n'y eut aucun survivant parmi les 107 passagers et 5 membres d'équipage à bord.

## Attentat
L'explosion de la bombe a provoqué un violent incendie dans la soute à bagages. Malgré cela, l'équipage a réussi à envoyer un bref signal de détresse au contrôle aérien. L'avion s'est ensuite écrasé au sol, tuant sur le coup les 112 personnes à bord.

## Enquête
L'enquête a été menée par les membres du NTSB, et ils ont publié un rapport de 400 pages sur leurs conclusions concernant cette catastrophe.
Le rapport comprenait une description des derniers instants dans le cockpit, y compris une description du commandant de bord, Saoud Al Kindy, priant alors que l'avion plongeait vers le sol. Le rapport mentionnait que tout à bord du vol était parfaitement normal et les transcriptions vocales montraient l'équipage en train de discuter entre eux. Cela a été suivi d'une interruption soudaine et l'enregistrement a montré les pilotes faisant une tentative désespéré pour contrôler l'appareil. 
Le rapport indique qu'une bombe, placé dans la soute à bagages, est la principale cause de l'accident, en raison des facteurs suivants : 
- Un passager qui a enregistré ses bagages à Karachi, mais qui n'est jamais monté à bord de l'avion.
- La nature des blessures subies par les passagers assis au-dessus de la zone de l'explosion.
- L'interruption soudaine d'un vol opérant normalement, sans problème particulier.
- Les données obtenues à partir de l'enregistreur phonique de l'avion.